# 아마츠카 모에
아마츠카 모에(일본어: 天使 もえ 아마쓰카 모에[*], 1994년 7월 10일 ~ )는 일본의 AV 배우, 가수이다.